# 妹尾弘人
妹尾 弘人（せのお ひろと、1928年（昭和3年）7月3日 - ）は、日本の官僚、実業家。京成電鉄第8代社長、相談役。
東京都世田谷区在住。

## 略歴
1928年生まれ。1951年、東京大学法学部卒業し、運輸省へ入省。1976年、同省鉄道監督局民営鉄道部長となり京成電鉄の再建に関わり、当時日本興業銀行常務だった村田倉夫を同社に派遣させた。
1979年に同省海運局長、1980年に海上保安庁長官を歴任。1982年に退官したのち、大洋漁業（現在のマルハニチロ）に入社し、1984年に同社専務、1987年に同社副社長に就任したが、同年5月から1990年まで船舶整備公団理事長となる。
その後、運輸省時代に京成電鉄再建に関わった縁で、1990年に同社に招聘され、同社の副社長となり、1992年6月同社代表取締役社長に就任。
1998年6月、社長を退任。妹尾の退任で3代連続にわたる外部からの社長招聘を終えた。その後京成電鉄会長を経て、相談役。